# Isotèmnids
Els isotèmnids (Isotemnidae) són una família de mamífers notoungulats que visqueren a Sud-amèrica entre el Paleocè i l'Oligocè.